# Episodi di NCIS: Sydney (prima stagione)
La prima stagione della serie televisiva NCIS: Sydney, composta da 8 episodi, è stata pubblicata in Australia sul servizio di streaming on-demand Paramount+, dal 10 novembre al 29 dicembre 2023. Inoltre, il primo episodio è stato trasmesso anche dal canale Network 10, mentre i restanti episodi saranno trasmessi nel corso del 2024. Negli Stati Uniti d'America la stagione è stata trasmessa dal canale CBS dal 14 novembre 2023.
In Italia la stagione è pubblicata su Paramount+, dal 18 gennaio 2024.
| nº | Titolo originale          | Titolo italiano                 | Pubblicazione Australia | Pubblicazione Italia |
| -- | ------------------------- | ------------------------------- | ----------------------- | -------------------- |
| 1  | Gone Fission              | Vibrazioni radioattive          | 10 novembre 2023        | 18 gennaio 2024      |
| 2  | Snakes in the Grass       | Benvenuti in Australia          | 17 novembre 2023        | 25 gennaio 2024      |
| 3  | Brothers in Arms          | Scheletri di rana               | 24 novembre 2023        | 1º febbraio 2024     |
| 4  | Ghosted                   | Fantasmi del passato            | 1º dicembre 2023        | 8 febbraio 2024      |
| 5  | Doggieccino Day Afternoon | Un pomeriggio al caffè per cani | 8 dicembre 2023         | 15 febbraio 2024     |
| 6  | Extraction                | Salvataggio                     | 15 dicembre 2023        | 22 febbraio 2024     |
| 7  | Bunker Down               | In trappola                     | 22 dicembre 2023        | 29 febbraio 2024     |
| 8  | Blonde Ambition           | Bionda ambizione                | 29 dicembre 2023        | 7 marzo 2024         |

## Vibrazioni radioattive
- Titolo originale: Gone Fission
- Diretto da: Shawn Seet
- Scritto da: Morgan O'Neill

### Trama
Durante la celebrazione dei 10 anni di collaborazione militare tra USA e Australia un Marine americano si sente male e muore in acqua. Il patologo forense dell'AFB trova sull’uomo delle tracce di un probabile scontro fisico avuto prima della propria morte, ma l’agente Mackey del NCIS rivuole il corpo del Marine per riportarlo in patria. Durante un diverbio tra l’agente NCIS e dell'AFB, il ministro degli esteri australiano richiama i due al quartier generale per informarli che dovranno collaborare al caso.
I due aiutati dai rispettivi secondi, iniziano le ricerche e trovano una traccia in un sito per incontri, ma che finisce in un vicolo cieco. Nel frattempo il patologo inizia a fare degli esami sul cadavere.
I due agenti trovano un sospettato, durante l’interrogatorio si scoprono che è stato colui che ha fatto partire la manifestazione NO-NUCLEARE durante la celebrazione, ma anche che non ha nessun rapporto col morto.
Gli esami sul cadavere hanno dei risultati rilevanti, il corpo è radioattivo; così partono le ricerche a una perdita di materiale nucleare nel sottomarino americano attraccato al porto di Sydney. Tramite dei filmati viene identificato un commilitone, O’Leary, uscito col Marine prima della sua morte, ma sembra scomparso, quando a tarda notte il duo riceve una soffiata e così viene trovato morto con una lettera d’addio.
Per non farsi sequestrare il corpo del commilitone, lo portano in un vecchio magazzino abbandonato così da fare l’autopsia senza interruzioni, nel corpo di O’ Leary viene trovato il siero della verità. Il colonnello richiama l’agente Mackey e le dà la versione ufficiale a cui attenersi, quando dalle analisi sui capelli del cadavere viene trovato il polonio, così capiscono che c’è qualcosa più grosso nascosto.
Decidono di salire sul sottomarino posto a controlli, quando un gruppo di persone armate li prendono di mira e l’agente Mackey viene ferita superficialmente; ma il gruppo scappa con un gommone nel porto, il duo gli va dietro con un elicottero americano “preso in prestito” dalla nave americana nel porto, ma all’improvviso il gommone esplode.
Al termine, i capi rivelano ai due agenti il vero piano dei terroristi e cioè i segreti nucleari degli USA e gli comunicano che dovranno continuare a lavorare assieme.

## Benvenuti in Australia
- Titolo originale: Snakes in the Grass
- Diretto da: Shawn Seet
- Scritto da: Michael Miller e Morgan O'Neill (sceneggiatura); Stuart Page (soggetto)

### Trama
Durante una giornata di pesca in riva al fiume, due uomini trovano un cadavere. La squadra va sul posto e trova l’uomo che si scopre essere un sergente, morto da almeno due giorni per dei morsi di serpente avvenuti in un altro luogo; si attivano così le indagini per omicidio. DeShawn e Evie vanno allo zoo per controllare se il serpente che ha ucciso il sergente sia stato rubato e scoprono che non solo il serpente è scomparso, ma che anche alcuni altri uccelli rari sono stati rubati. Nel frattempo Mackey e JD vanno ad indagare sul posto di lavoro per tracciare un profilo e per parlare con i suoi colleghi; nel mentre Bluebird riesce a rintracciare il telefono della vittima e quindi il luogo della sua morte. DeShawn trova il serpente in uno stanzino seminterrato e si scopre che è stato anche il luogo di prigionia della vittima. Intanto JD e Mackey trovano in casa della vittima una serie di equazioni scritte sul tavolo della cucina.
Ritornati alla base, Blue riesce a decriptare il telefono recuperato e scopre che vi è un software che controlla un altro smartphone a sua volta, quello di un collega, il quale mentre viene interrogato da JD viene sparato in testa da un cecchino. Dalle equazioni, la squadra riesce a capire cosa facevano i criminali ovvero rubavano le armi destinate alle truppe americane di stanza in Australia.
Il comandante del sergente rivela, sotto pressione di JD, di essere coinvolto nel crimine e che il luogo di scambio per la vendita delle armi rubate è lo zoo nel quale Evie e DeShawn stanno ritornando ad indagare. Il duo corre in soccorso dei due che erano stati presi in ostaggio, che arrivano in tempo e li salvano.
Alla fine la squadra al completo si riunisce per bere birra sulla riva del mare.

## Scheletri di rana
- Titolo originale: Brothers in Arms
- Diretto da: David Caesar
- Scritto da: Andrew Anastasios

### Trama
Durante una lezione di nuoto, uno squalo porta a riva un braccio mozzato. Mackey e JD iniziano le indagini, da un tatuaggio capiscono che l’uomo potrebbe essere un Navy Seal, ma nel gruppo stanziato in Australia nessuno è scomparso. Blue trova nel computer attaccato al braccio le informazioni vitali dell’uomo e nel frattempo Doc recupera le impronte digitali dalla mano mozzato riuscendo ad identificare l’uomo. Blue tramite la triangolazione del segnale GPS dello squalo e quello del PC riesce a stimare il luogo dove è morta la vittima, nelle cui vicinanze vi era un drone subacqueo.
Mentre la squadra traccia un profilo dei colleghi della vittima, viene rinvenuto il cadavere sulla spiaggia. DeShawn e Evie si fingono dei fidanzati per andare a investigare sui colleghi del Navy Seal morto, ma vengono scambiati per altre persone molto più losche; hanno la meglio e nell’ufficio trovano tre chili di droga. Doc inizia l’autopsia sul cadavere che gli porta a dire con assoluta certezza che non è morto a causa dello squalo, ma per omicidio. Blue, nel frattempo, cerca il luogo da cui viene la droga.
Mackey con un’intuizione capisce dove si trova il drone, ma quando viene recuperato non viene ritrovata la memoria che conteneva il motivo del suo lavoro. Così JD tende una trappola ai colleghi della vittima, e scoprono chi ha ucciso il militare, un suo collega. Rilasciano così i restanti due colleghi e recuperati i dati, danno una trappola a chi ha assoldato la banda. I dati contengono video e informazioni sui punti deboli dei sottomarini. Riescono a catturare il mandante quando poco prima dell’interrogatorio un superiore dell’NCIS sequestra il sospettato.
Blue ha un riscontro sulla droga, proviene dagli USA e dovrebbe essere stata distrutta dalla DIA ma così non è; Mackey capisce che gli affari sono molto più loschi di quando sembrano. Il drone, infatti, appartiene alla CIA, ma le operazioni CIA non possono essere svolte in Australia così fanno un accordo blindato con il superiore per avere la bocca cucita.